# 丹尼尔·S·肯普
丹尼尔·S·肯普（1936年10月20日—2020年5月2日）是一位美国化学家，麻省理工学院教授，在COVID-19疫情中逝世，主要贡献有肯普酸、肯普消去反应、肯普脱羧反应等。